# Antonio Busciolano
Rocco Antonio Luigi Busciolano (Potenza, 15 gennaio 1822  – Napoli, 10 agosto 1871) è stato uno scultore italiano.

## Biografia
Figlio di Nicola Felice, contadino, e Anna Battista Brienza, sin da ragazzo si dedicò all'arte, assieme al fratello Michele, creando miniature di santi in creta. Dopo la morte del padre, nel 1835 ottenne un vitalizio per frequentare gli studi a Napoli presso il Reale Istituto di Belle Arti, divenendo allievo prediletto di Tito Angelini. Nel 1843 partecipò all'esposizione napoletana e vinse una medaglia con la scultura S.Giovannino Dormiente.
Grazie al suo amico e concittadino Mauro Amati, che lo aveva già aiutato ad entrare nell'accademia partenopea, gli fece ottenere dal re Ferdinando II di Borbone una sovvenzione di 15 ducati mensili per tre anni per frequentare l'Accademia a Roma. Di ritorno a Napoli, sposò Luisa di Leone, figlia di un bettoliere, e la coppia ebbe quattro figli, prima di separarsi poco dopo. Rientrato all'accademia di Napoli, realizzò numerose sculture come le statue dell'Immacolata e di San Pietro e San Paolo nella chiesa del Gesù Nuovo; la statua di Pier della Vigna nel cortile dell'università di Napoli; un'altra statua dell'Immacolata esposta nella Chiesa di Palazzo Nunziante.
Dopo i moti risorgimentali, Busciolano collaborò alla realizzazione della Colonna dei Martiri, progettata da Errico Alvino e situata in Piazza dei Martiri. Altre opere sono il Monumento funerario di Rocco Beneventano nel cimitero di Poggioreale; il Monumento a Carlo Troya nella chiesa dei Santi Severino e Sossio; la statua di San Gerardo e il busto di Mario Pagano a Potenza; l'Angelo della custodia dell'altar maggiore della chiesa di S. Giovanni Battista a Chiaromonte.
Sposò Maria Luigia di Marzo nel 1850 .
Morì a Napoli nel 1871 e fu sepolto nel cimitero di Poggioreale.
Nella sua città natale gli sono stati intitolati un vico del centro  storico e l'istituto comprensivo scolastico del rione Santa Maria.